# Synopsia sociaria
Synopsia sociaria là một loài bướm đêm trong họ Geometridae.